# Кристиани, Альфредо
Альфредо Феликс Кристиани Буркард (исп. Alfredo Félix Cristiani Burkard; род. 22 ноября 1947, Сан-Сальвадор) — сальвадорский предприниматель, политик и государственный деятель, президент Сальвадора в 1989—1994 годах. Один из руководителей правой партии Националистический республиканский альянс (АРЕНА). Соратник и преемник Роберто д’Обюссона. В период президентства Альфредо Кристиани было достигнуто соглашение о прекращении гражданской войны в Сальвадоре и проведены неолиберальные экономические реформы. Сохранил политическое влияние после ухода с президентского поста. Известен также как крупный бизнесмен.

## Происхождение и бизнес
Родился в семье богатого землевладельца итальянского происхождения. Феликс Кристиани — отец Альфредо Кристиани — был кофейным плантатором, занимался крупным агробизнесом. Марго Буркард де Кристиани — мать Альфредо Кристиани — происходила из семьи швейцарских иммигрантов.
Детство и юность Альфредо Кристиани провёл в привилегированных условиях. Учился в престижной школе, увлекался спортом — баскетболом, сквошем, потом мотогонками и планеризмом. Высшее образование получил в Джорджтаунском университете США. По специальности — бизнес-администратор.
Вернувшись в Сальвадор, Альфредо Кристиани работал в семейном бизнесе. Занимался коммерцией в сфере кофе, хлопка и фармацевтики. Основал коммерческую компанию Semillas Cristiani Burkard (SCB). Придерживался правых консервативных взглядов, но не проявлял интереса к политической деятельности.

## Правый политик АРЕНА
В 1979 году началась гражданская война в Сальвадоре. Резкое ужесточение политической ситуации побудило Альфредо Кристиани заняться политикой. Он вступил в партию Националистический республиканский альянс (АРЕНА), созданную командиром ультраправых эскадронов смерти майором Роберто д’Обюссоном. Являлся близким соратником д’Обюссона, старался подражать ему в стиле и риторике. При этом наблюдатели констатировали разительный контраст между умеренным и нехаризматичным Кристиани и темпераментным вожаком «эскадронов смерти».
В 1984 году в Сальвадоре состоялись президентские выборы. Баллотировавшийся от АРЕНА майор д’Обюссон уступил лидеру Христианско-демократический партии (ХДП) Хосе Наполеону Дуарте. К тому времени приход к власти прокоммунистического партизанского движения ФНОФМ был уже маловероятен.
После неудачи на выборах Роберто д’Обюссон перешёл в статус почётного председателя АРЕНА. Своим преемником во главе партии он назвал Альфредо Кристиани. При этом д’Обюссон отмечал, что «чересчур вежливые» манеры нового председателя будут негативно восприняты союзниками партии из числа армейских офицеров.

Кристиани был «неродным» в АРЕНА. Он происходил из миллионерской семьи, но это не обеспечивало руководящего положения в партии, основанной майором д’Обюссоном.

На парламентских выборах 1988 года Альфредо Кристиани был избран депутатом Законодательной ассамблеи.

## Президент Сальвадора

### Избрание
В 1989 году в Сальвадоре вновь состоялись президентские выборы. Альфредо Кристиани баллотировался от партии АРЕНА. К тому времени идеология и политический курс АРЕНА заметно эволюционировали от правого радикализма (близкого к неофашизму) в сторону национал-консерватизма. Предвыборную кампанию Кристиани вёл под лозунгами прекращения гражданской войны и либерализации экономики. При этом он обещал оставить в силе результаты популярной аграрной реформы, проведённой христианскими демократами под руководством Хосе Антонио Моралеса Эрлиха.
Альфредо Кристиани одержал победу над кандидатом ХДП Фиделем Чавесом Мена. За Кристиани проголосовали почти 54 % избирателей, за Чавеса Мена — около 36,5 %. Это выглядело впечатляющим реваншем за 1984 год. 1 июня 1989 года Альфредо Кристиани официально вступил в должность президента Сальвадора. Партия АРЕНА впервые пришла к власти.

### Война
Первые месяцы президентства Кристиани ознаменовалось резкой эскалацией гражданской войны. 11 ноября 1989 года вооружённые силы ФНОФМ начали массированное наступление. Впервые партизаны атаковали пригороды Сан-Сальвадора. Они совершили серию убийств офицеров, чиновников и частных лиц, известных проправительственной позицией. Правительство ответило ужесточением репрессий против левых активистов и жёсткими карательными рейдами в зоне боевых действий. Ранее «эскадроны смерти» совершили несколько крупных терактов в столице.
16 ноября 1989 года бойцы батальона Атлакатль совершили убийство восьми человек в католическом центре Центральноамериканского университета. Погибли шестеро священников-иезуитов (пятеро испанцев, в том числе Игнасио Эльякуриа, и один сальвадорец), их экономка и её дочь. Причина заключалось в том, что со времён архиепископа Оскара Ромеро, убитого боевиками д’Обюссона, сальвадорская католическая церковь, в особенности иезуиты, считались союзниками левых сил. Католический центр университета рассматривался как полулегальная база ФНОФМ. На фоне партизанского наступления было принято решение нейтрализовать эту опасность. Альфредо Кристиани как глава государства и верховный главнокомандующий считается ответственным за данную акцию.

### Мир
Однако именно после этих событий, с весны 1990 года, начались интенсивные переговоры правительства с ФНОФМ. Ожесточённые бои, теракты, расправы обозначили военный тупик. Обе стороны осознали необходимость соглашения, попытки достичь которого предпринимались и ранее. Окончательное мирное соглашение было подписано 16 января 1992 года в Чапультепекском дворце (Мехико).
Были достигнуты договорённости о прекращении огня, установлении мира, легализации ФНОФМ как политической партии, сокращении и реформировании вооружённых сил (в частности, был расформирован батальон «Атлакатль»), создании новой гражданской полиции. Партизанская армия демобилизовывалась, часть её кадров интегрировалась в новые силовые структуры. Расформировывались и переучреждались на паритетной основе органы госбезопасности, разведки и контрразведки. Особое значение имела социально-экономическая часть: раздел крупных земельных владений между крестьянами, наделение землёй бывших партизан, создание представительного органа профсоюзов, бизнес-ассоциаций и правительства для демократического обсуждения государственной экономической политики. Завершение гражданской войны стало главным достижением президентства Альфредо Кристиани.
Спустя месяц с небольшим после Чапультепекских соглашений скончался Роберто д’Обюссон. Президент Кристиани, прежде вынужденный постоянно оглядываться на позицию основателя партии, стал безусловным лидером АРЕНА.

### Политика
Альфредо Кристиани был сторонником чилийской модели Пиночета, с интересом относился к опыту Пак Чжон Хи в Южной Корее и Гоминьдана на Тайване. Его политика характеризовалась масштабными неолиберальными реформами: приватизацией банков и крупных объектов недвижимости, урезанием бюджетных расходов, снижением налогов и импортных пошлин, снятием контроля над ценами, упрощением правил ведения бизнеса и торговли, привязкой курса колона к доллару. Этот курс поддерживало предпринимательское сообщество, ярким представителем которого выступал один из основателей АРЕНА Рикардо Вальдивьесо. Такая политика способствовала росту инвестиций и получению иностранных кредитов. Совокупность этих факторов отразилось в заметном росте ВВП Сальвадора.
Оборотной стороной являлось обострение социальных проблем, рост безработицы и преступности. В отношении Кристиани, членов его семьи и ближайших партийных соратников возникали подозрения в коррупции. Этому способствовал семейный бизнес Кристиани — агрокомпания SCB была продана Monsanto Company лишь летом 2008 года.
Во внутренней политике, социальной и культурной жизни правительство Кристиани проводило консервативный курс с акцентом на католические ценности и националистический принцип д’Обюссона «Сальвадор во-первых, во-вторых и в-третьих!» При этом АРЕНА пыталась изменить сложившийся имидж «партии эскадронов смерти» и предстать «современной консервативной партией». Однако представители АРЕНА постоянно подчёркивали верность «заветам д’Обюссона». Кристиани утверждал, что только благодаря участию д’Обюссона Сальвадору удалось прийти к миру.

## После президентства
Очередные президентские выборы прошли в Сальвадоре в 1994 году. Националистический республиканский альянс остался у власти, главой государства был избран Армандо Кальдерон Соль. Альфредо Кристиани покинул президентский пост и активно занялся бизнесом. При этом он сохранил большое политическое влияние как один из руководителей АРЕНА и лидер группы предпринимателей, «более других выигравших от приватизации». Участвовал в предвыборных кампаниях АРЕНА, в том числе после перехода партии в оппозицию. Представители ФНОФМ обвиняли Кристиани в недобросовестном ведении бизнеса, манипулировании монопольными ценами и связях с организованной преступностью.
В 2008 году американские и испанские правозащитники подали в испанский суд заявление, в котором обвинили Альфредо Кристиани и четырнадцать сальвадорских военных в убийстве иезуитов 16 ноября 1985 года. На следующий год дело было принято к производству на основании принципа универсальной юрисдикции. При этом Центральноамериканский университет и Орден иезуитов не имели отношения к нему. В 2011 году испанский судья Элой Веласко вынес обвинительные приговоры в отношении группы военных, но освободил от ответственности Альфредо Кристиани.
Дважды за свой послепрезидентский период — в 1997 и 2012 — Альфредо Кристиани становился председателем АРЕНА. По степени партийного влияния с ним была сопоставима лишь Глория Сальгуэро Гросс, скончавшаяся в 2015. С 2013 Альфредо Кристиани возглавил Политическую комиссию АРЕНА — формально консультативный руководящий орган, по степени влияния сопоставимый с Национальным исполнительным советом.

## Семья
Альфредо Кристиани женат на предпринимательнице Маргарите Льяк, имеет двух сыновей и дочь. Маргарита Льяк де Кристиани известна как художница и организатор выставок живописи. Левые источники утверждают, будто охрану и безопасность семейства Льяк обеспечивал в 1970—начале 1980-х командир «эскадрона смерти» FAR Эктор Антонио Регаладо.
Клаудиа Кристиани, бизнесвумен и политическая активистка, выступает в поддержку декриминализации абортов — несмотря на официальную позицию партии своего отца.